# Szilvási-kő
A Szilvási-kő 961 méteres magasságával a Bükk-vidék legmagasabb pontja, Magyarország negyedik legmagasabb hegycsúcsa. A Szilvási-kő megnevezés igen új, sokáig névtelen volt, illetve a Kettős-bérc déli csúcsaként volt ismert. 2014-ig az Istállós-kő csúcsát tekintették a hegység legmagasabb pontjának, a katonai térképeken azonban az 1920-as évek óta ez volt feltüntetve mint a legmagasabb. 2014-ben GPS alapú technológiával mérték meg a magasságát, s ekkor kiderült, hogy a Kettős-bérc déli csúcs 960,715 méter, az északi (Tányéros töbörnek nevezték korábban) 958,2 méter, így mindkettő megelőzi a korábbi legmagasabbnak tartott követ.
A Szilvási-kő a Bükk 900 teljesítménytúra útvonalán nincs rajta.